# Ofelia
 For alternative betydninger, se Ofelia (flertydig). (Se også artikler, som begynder med Ofelia)
Ofelia (engelsk: Ophelia) er Hamlets forlovede i tragedien Hamlet af William Shakespeare. Da Hamlet myrder hendes far Polonius, bliver hun vanvittig. Hun drukner i et vandløb, mens hun synger i sorg og galskab.
John Everett Millais har malet den døde Ofelia. Maleriet hedder Ophelia og blev malet 1851-1852. Maleriet hænger i Tate Britain i London.